# Athens Lawn Tennis Club
O Athens Lawn Tennis Club (ALTC) (Όμιλος Αντισφαίρισης Αθηνών em grego) é um clube de tênis em Atenas, Grécia.
Foi fundado em 1895 para os Jogos Olímpicos, quando sediou o torneio de simples e duplas de tênis. Ele também hospedou as competições de tênis dos Jogos Olímpicos Intercalados de 1906.
O clube está situado entre o Templo olímpico de Zeus e a Acrópole, perto do Estádio Panathinaikos, em frente ao Zappeion.